# Tommaso Campanella

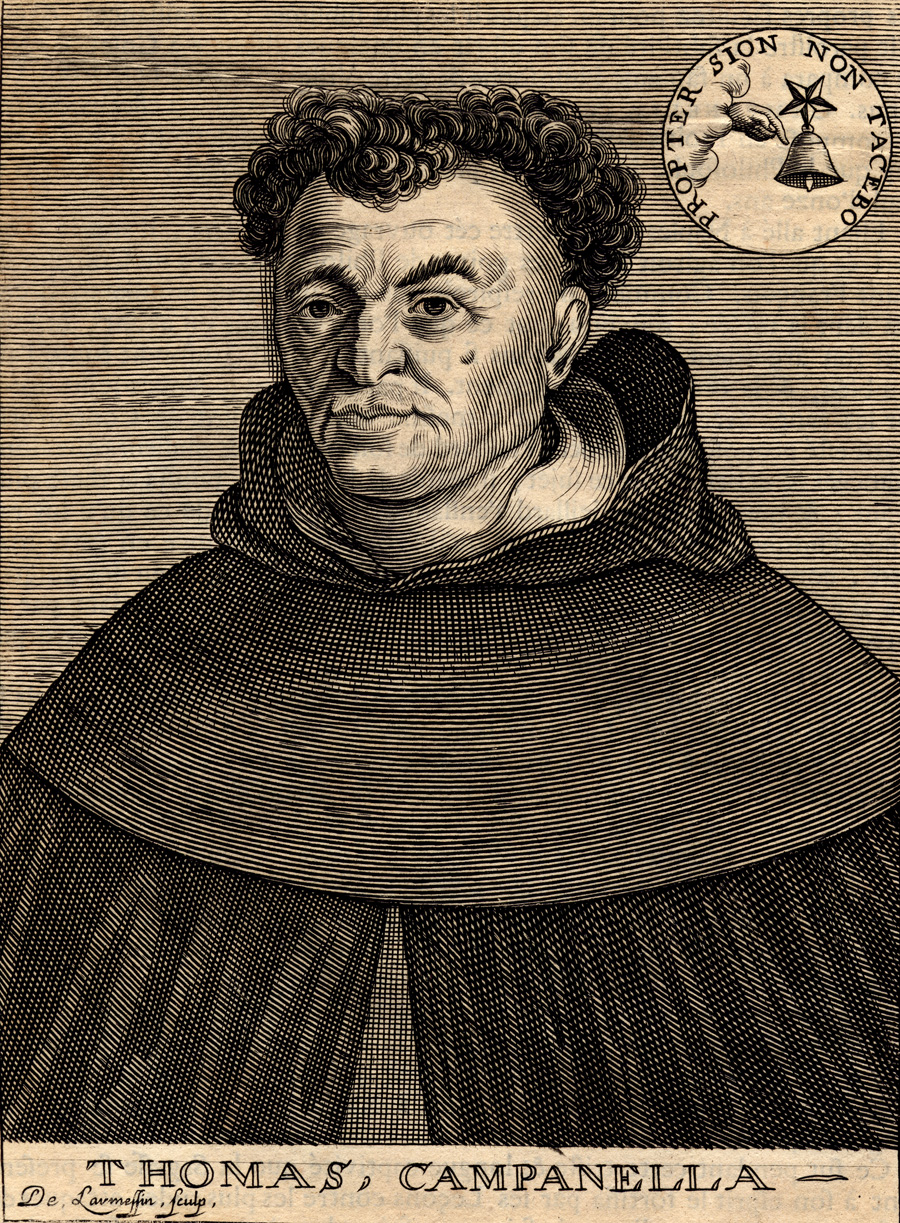
Tommaso Campanella, als jongeman

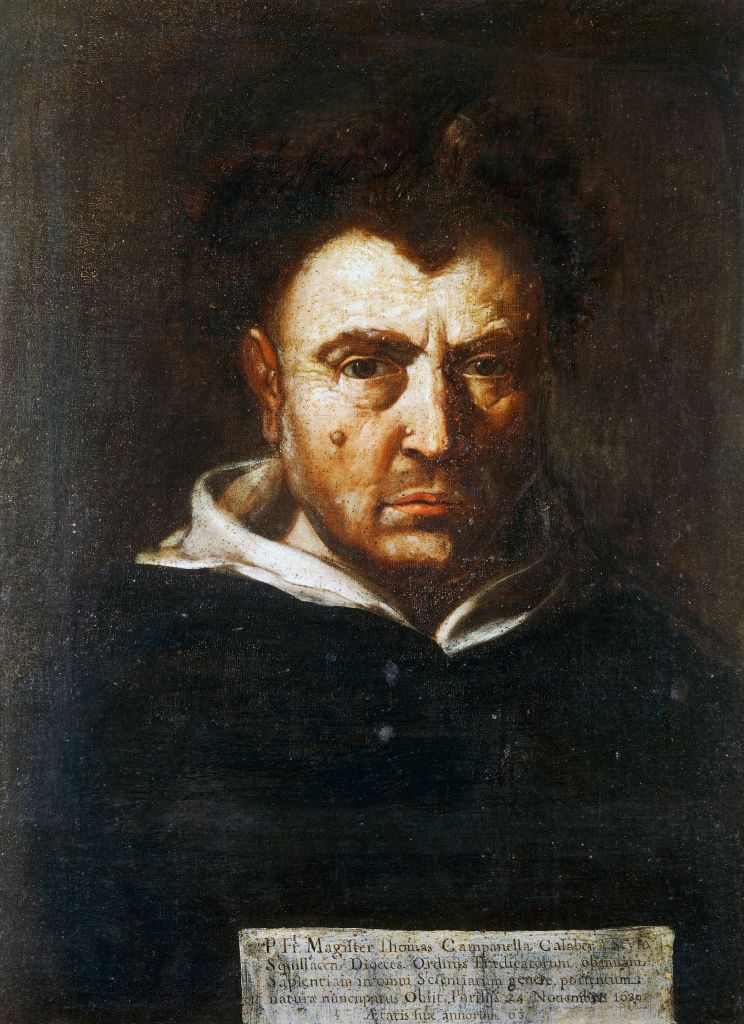
Campanella, op latere leeftijd

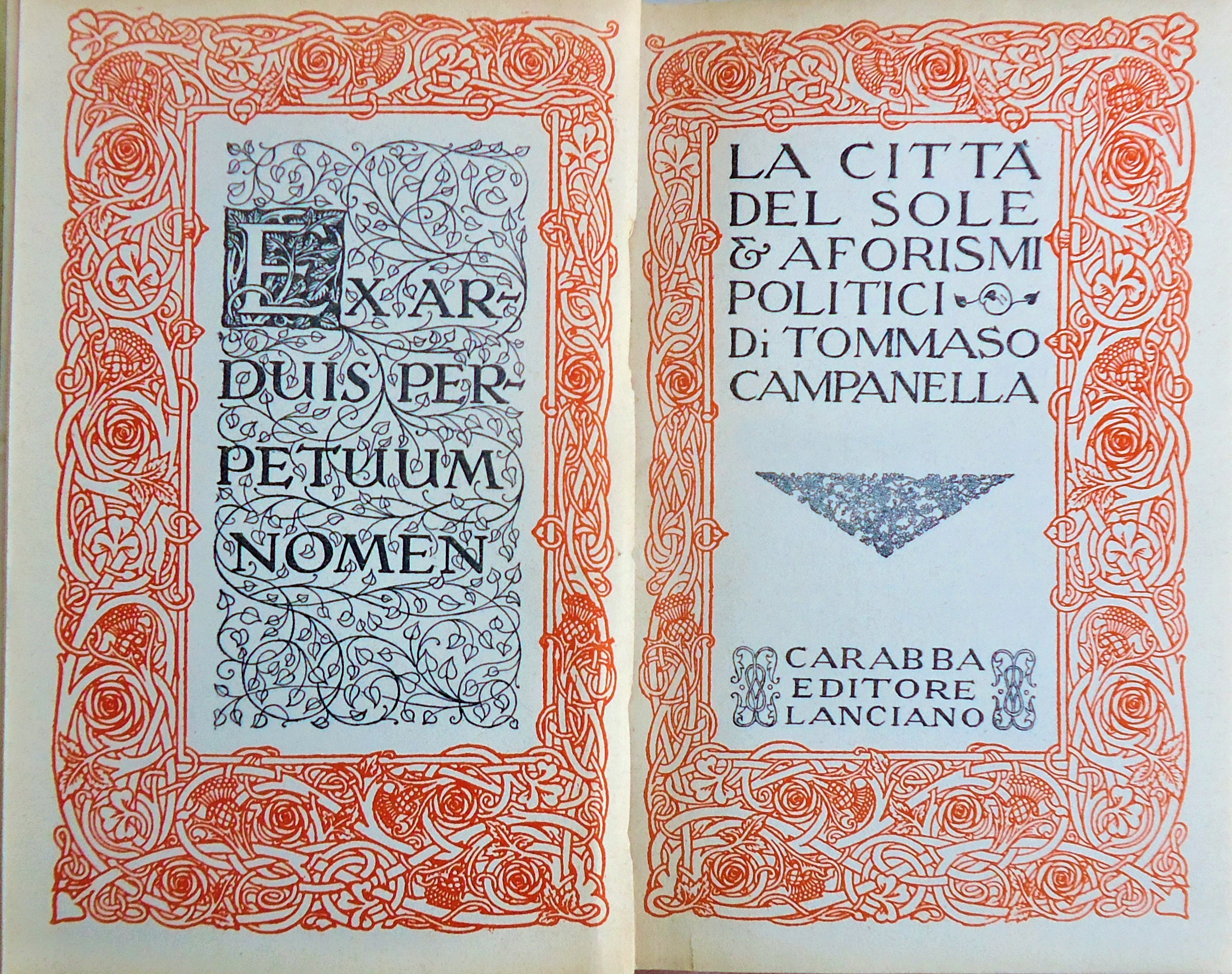
Tommaso Campanella, La Città del Sole, Carabba, 1915

Tommaso Campanella, eigenlijk Giovanni Domenico (Stilo, 5 september 1568 – Parijs, 21 mei 1639) was een Italiaans schrijver, dichter, wetenschapper, filosoof en theoloog uit de tijd van de renaissance.

## Leven
Campanella werd geboren als zoon van een schoenmaker en viel al jong op door zijn grote intelligentie. Op zijn vijftiende trad hij toe tot de orde der dominicanen in het klooster in Napels. Hij nam de naam Tommaso aan, naar Thomas van Aquino. Als monnik was hij in de gelegenheid veelzijdige studies te doen en bestudeerde onder andere de geschriften van Aristoteles over logica. Na zijn kennismaking met het werk van Bernardino Telesio betwistte hij echter het Aristotelisme en sprak zich in zijn eerste werk Philosophia sensibus demonstrata (1590) uit voor de natuurwetenschappelijke methode. Tevens bepleitte hij een republiek op theocratische basis. Zijn onafhankelijke opstelling bezorgde hem echter veel last met zowel de wereldlijke als de kerkelijke overheid. Na vermeende betrokkenheid bij een samenzwering in 1599 tegen het Spaanse bewind in Napels werd hij tot levenslang veroordeeld. Pas in 1626 kwam hij na aandringen van de paus weer vrij. Na zijn vrijlating bleef hij echter toentertijd provocerende opvattingen verkondigen en publiceren, onder andere zijn spraakmakende Atheismus triumphatus. In 1634 vluchtte hij uiteindelijk naar Frankrijk, waar hij zich vestigde in Parijs. Tijdens een reis naar Holland ontmoette hij René Descartes. Kort daarna stierf hij terwijl hij bezig was aan een nooit voltooide folio-uitgave van zijn boeken.

## Werk
In gevangenschap schreef Campanella een veertigtal werken over alle takken van wetenschap, gedichten en een apologie van Galileo Galilei, oorspronkelijk in het Italiaans, maar na zijn vrijlating veelal uitgegeven in het Latijn. Zijn werken kenmerken zich door scholastiek, exacte wetenschappen, maar tegelijkertijd diep geloof en overtuigd vertrouwen in magie en astrologie.
Zijn plaats in de literatuur heeft Campanella vooral verworven met Civitas solis (De zonnestad, 1602, verschenen in 1623): een dialoog tussen het hoofd van de hospitaalorde en een zeeman uit Genua die vertelt over zijn favoriete stad op Ceylon. Deze zonnestad wordt op Spartaanse wijze bestuurd door een hogepriester met onbeperkt gezag. Hij wordt bijgestaan door een militair, een wetenschapper en een persoon voor sociale aangelegenheden. Het volk is goed geschoold. Huwelijk, arbeid en staat worden door de staat geregeld. Privébezit is onbekend. Er wordt veel aan wetenschap gedaan (vooral astrologie en astronomie). Tommaso’s ideale staat neemt nog steeds een van de meest vooraanstaande plaatsen in tussen de talrijke werken over utopia’s.

## Enige oorspronkelijke uitgaven

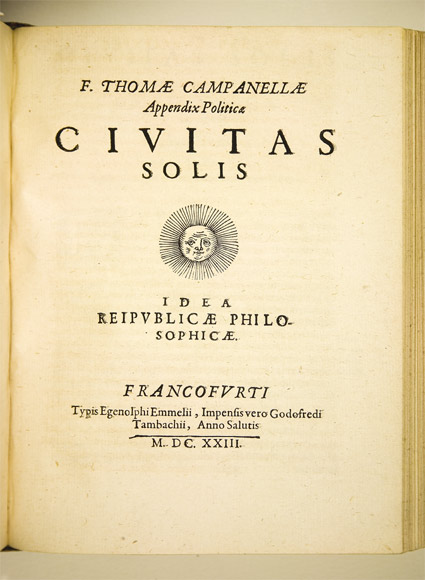
Civitas solis

- Philosophia sensibus demonstrata, 1591
- Monarchie Messiae, 1605
- Prodromus philosophiae instaurandae, 1617
- Apologia pro Galileo, 1622
- La città del sole, 1602 (lat.: Civitas solis, 1623, Nederlands: De zonnestad)
- Atheismus triumphatus, 1631, Parijs 1636
- Metaphysica I-III, 1638

## Enige moderne uitgaven
- Tommaso Campanella, Aforismi politici. […] Testi critici, con le varianti dei codici e delle stampe originali, introduzione e note a cura di Luigi Firpo. Torino 1941.
- Tommaso Campanella, La Città del Sole, a cura di Luigi Firpo. Nuova edizione a cura di Germana Ernst e Laura Salvetti Firpo, postfazione di Norberto Bobbio. Bari 1997.
- Tommaso Campanella, Del senso delle cose e della magia, a cura di Germana Ernst. Bari 2007.
- Tommaso Campanella, La Città del Sole - Civitas Solis. Il manoscritto della prima edizione italiana (1602) e l'ultima edizione a stampa (1637), con traduzione, apparati critici, note a cura di Tonino Tornitore. Torino 2008.
- Tommaso Campanella, Lettere, a cura di Germana Ernst, su materiali preparatori inediti di Luigi Firpo, con la collaborazione di Laura Salvetti Firpo e Matteo Salvetti. Firenze 2010.
- Tommaso Campanella, Poesie, a cura di Francesco Giancotti. Milano 2013.

## Vertaling
- Tommaso Campanella, De Zonnestad. Vertaald, ingeleid en van aantekeningen voorzien door Paul van Heck. Baarn, Ambo, 1989.